# Schi fond la Jocurile Olimpice de iarnă din 2022 - sprint clasic echipe (feminin)
Proba de schi fond sprint clasic pe echipe feminin de la Jocurile Olimpice de iarnă din 2022 de la Beijing, China a avut loc pe 16 februarie 2022 la Centrul de schi nordic și biatlon din Guyangshu din Zhangjiakou.

## Program
Orele sunt orele Chinei (ora României + 6 ore).
| Dată         | Ora                     | Rundă             |
| ------------ | ----------------------- | ----------------- |
| 16 februarie | 17:00-17:40 19:00-19:20 | Semifinale Finală |

## Rezultate

### Semifinale
| Loc | Seria | Număr de concurs | Țară                       | Sportivi                                | Timp               | Note               |
| --- | ----- | ---------------- | -------------------------- | --------------------------------------- | ------------------ | ------------------ |
| 1   | 1     | 4                | Germania                   | Katharina Hennig Victoria Carl          | 23:02,08           | C                  |
| 2   | 1     | 1                | Statele Unite ale Americii | Rosie Brennan Jessie Diggins            | 23:06,11           | C                  |
| 3   | 1     | 5                | Austria                    | Teresa Stadlober Lisa Unterweger        | 23:08,34           | C                  |
| 4   | 1     | 2                | Elveția                    | Laurien van der Graaff Nadine Fähndrich | 23:30,86           | C                  |
| 5   | 1     | 7                | China                      | Chi Chunxue Li Xin                      | 23:43,93           |                    |
| 6   | 1     | 6                | Canada                     | Katherine Stewart-Jones Dahria Beatty   | 24:03,72           |                    |
| 7   | 1     | 3                | Slovenia                   | Eva Urevc Anamarija Lampič              | 24:10,14           |                    |
| 8   | 1     | 11               | Australia                  | Jessica Yeaton Casey Wright             | 25:13,42           |                    |
| 9   | 1     | 8                | Ucraina                    | Yuliya Krol Maryna Antsybor             | 25:46,04           |                    |
| 10  | 1     | 10               | Croația                    | Tena Hadžić Vedrana Malec               | 26:29,23           |                    |
| 11  | 1     | 13               | Letonia                    | Kitija Auziņa Estere Volfa              | 26:46,26           |                    |
| 12  | 1     | 12               | Turcia                     | Ayșenur Duman Özlem Ceren Dursun        | Depășit            | Depășit            |
| 99  | 1     | 9                | Belarus                    | Anastasia Kirillova Hanna Karaliova     | Nu au luat startul | Nu au luat startul |
| 1   | 2     | 14               | COR                        | Yuliya Stupak Natalya Nepryayeva        | 23:00,47           | C                  |
| 2   | 2     | 16               | Finlanda                   | Kerttu Niskanen Krista Pärmäkoski       | 23:00,82           | C                  |
| 3   | 2     | 15               | Suedia                     | Maja Dahlqvist Jonna Sundling           | 23:01,40           | C                  |
| 4   | 2     | 17               | Norvegia                   | Tiril Udnes Weng Maiken Caspersen Falla | 23:05,06           | C                  |
| 5   | 2     | 21               | Franța                     | Mélissa Gal Léna Quintin                | 23:26,28           | LL                 |
| 6   | 2     | 20               | Polonia                    | Izabela Marcisz Monika Skinder          | 23:32,34           | LL                 |
| 7   | 2     | 19               | Italia                     | Caterina Ganz Lucia Scardoni            | 23:47,06           |                    |
| 8   | 2     | 18               | Cehia                      | Kateřina Janatová Petra Hynčicová       | 23:55,59           |                    |
| 9   | 2     | 23               | Estonia                    | Mariel Merlii Pulles Keidy Kaasiku      | 24:47,51           |                    |
| 10  | 2     | 22               | Kazahstan                  | Nadezhda Stepashkina Kseniya Shalygina  | 24:57,59           |                    |
| 11  | 2     | 24               | Coreea de Sud              | Han Da-som Lee Eui-jin                  | 26:55,52           |                    |
| 12  | 2     | 26               | Brazilia                   | Jaqueline Mourão Eduarda Ribera         | Depășit            | Depășit            |
| 13  | 2     | 25               | Grecia                     | Maria Ntanou Nefeli Tita                | Depășit            | Depășit            |
| 14  | 2     | 27               | Lituania                   | Eglė Savickaitė Ieva Dainytė            | Depășit            | Depășit            |

### Finala
| Loc | Număr de concurs | Țară                       | Sportivi                                | Timp     | Diferență |
| --- | ---------------- | -------------------------- | --------------------------------------- | -------- | --------- |
| 1   | 4                | Germania                   | Katharina Hennig Victoria Carl          | 22:09,85 | —         |
| 2   | 15               | Suedia                     | Maja Dahlqvist Jonna Sundling           | 22:10,02 | +0,17     |
| 3   | 14               | COR                        | Yuliya Stupak Natalya Nepryayeva        | 22:10,56 | +0,71     |
| 4   | 16               | Finlanda                   | Kerttu Niskanen Krista Pärmäkoski       | 22:13,71 | +3,86     |
| 5   | 1                | Statele Unite ale Americii | Rosie Brennan Jessie Diggins            | 22:22,78 | +12,93    |
| 6   | 5                | Austria                    | Teresa Stadlober Lisa Unterweger        | 22:55,25 | +45,40    |
| 7   | 2                | Elveția                    | Laurien van der Graaff Nadine Fähndrich | 23:02,09 | +52,24    |
| 8   | 17               | Norvegia                   | Tiril Udnes Weng Maiken Caspersen Falla | 23:15,28 | +1:05,43  |
| 9   | 20               | Polonia                    | Izabela Marcisz Monika Skinder          | 23:48,01 | +1:38,16  |
| 10  | 21               | Franța                     | Mélissa Gal Léna Quintin                | 24:04,92 | +1:55,07  |